# Hornaja Wierawojsza
Hornaja Wierawojsza (biał. Горная Веравойша; ros. Горная Веравойша, Gornaja Wierawojsza) – wieś na Białorusi, w obwodzie witebskim, w rejonie orszańskim, w sielsowiecie Zabałaccie, nad rzeką Adrou.